# The Murmurs
The Murmurs bylo americké popové hudební duo složené ze zpěvaček-skladatelek Leishy Hailey a Heather Grody. Po rozpadu tohoto dua se obě členky vydaly rozlišnými cestami, Hailey se stala členkou kapely Uh Huh Her a Grody se stala zakládající členkou skupiny Redcar.

## Historie

### The Murmurs
Leisha Hailey a Heather Grody začaly vystupovat pod názvem The Murmurs v roce 1991, v době, kdy obě studovaly na Americké akademii dramatických umění. Krátce poté vydaly album Who We Are, které produkoval a vydal William Basinskiz nahrávací společnosti Arcadia Records. Kapela se stala populární ve čtvrti East Village v Manhattanu. V roce 1994 podepsaly smlouvu se společností MCA Records. The Murmurs vydaly stejnojmenné album ten samý rok. Skladbu s názvem "You Suck" začala vysílat radiová stanice, díky které se jim dostalo větší pozornosti. V roce 1997 se duo rozrostlo o dvě další členky, basistku Sheri Ozeki a bubenici Sherri Solinger. Společně nahrály album "Pristine Smut" a o rok později album s názvem "Blender" .

### Gush
V roce 2001 se Hailey a Grody vrátily jako skupina s názvem Gush, která byla svým zvukem spíše indie rocková. Členy skupiny byli dále Jon Skibic, Brad Casselden a Dave Doyle. Skupina vydala stejnojmenné album, které se dalo koupit pouze na jejich koncertech.

### Redcar
V roce 2005, po rozpadu skupiny Gush, založila Heather Reid (dříve Grody) a Jon Skibic kapelu Redcar, ke které se připojili Michael Sullivan a Ryan MacMillan. Jejich debutové album bylo vydáno v březnu roku 2007 a bylo produkováno producentem Gregem Collinsem, držitelem Grammy (U2 a Gwen Stefani). Heather Reid založila nahrávací společnost Phyllis Records.

## Členové skupiny
- Leisha Hailey, zpěv a akustická kytara
- Heather Grody, zpěv a akustická kytara
- Sheri Ozeki, basová kytara
- Sherri Solinger, bubny

## Diskografie

### Alba
- Who Are We (1991)
- Murmurs (1994)
- Pristine Smut (1997)
- Blender (1998)

### Singly
- "All I Need To Know" (1994)
- "You Suck" (1994)
- "White Rabbit" (1995)
- "I'm A Mess" (1997)
- "La Di Da" (1998)
- "Smash" (1999)